# 泻药
泻药指促进粪便排出的药物，一般用来治疗便秘。另外灌肠作为一种机械治疗便秘的方法，有时也归入泻药类。

## 西药分类
- 体积性泻药，例如车前子壳（psyllium husk），麸皮、苹果等富含纤维的植物成分，或是合成類的聚氧乙烯。能吸收水分，使粪便松软，体积增加而易于排出。作用于大小肠，一般12-72小时内起作用[1][2]。
- 软化剂，如多库酯 。作用于大小肠，一般12-72小时内起作用[2]。
- 润滑剂，如液体石蜡（口服或肛门给药）、甘油（开塞露的主要成分之一）和中医的口服麻仁丸。作用于结肠。一般6-8小时内起作用[2]。
- 吸水剂：
  - 盐类泻药，如硫酸镁、硫酸钠等。通过渗透作用吸收肠道内的水分，令水分得以保留，从而增加肠内压力以软化粪便。也可以引起胆囊收缩素的释放，而刺激脂肪和蛋白质的消化。盐类泻药会引起人体内水分和电解质的不平衡，作用于大小肠。一般0.5-3小时内起作用。
  - 高渗性泻药，如乳果糖，在结肠内的通过渗透作用使水和电解质保留于肠腔内，通过细菌发酵作用降低PH，并刺激结肠蠕动。作用于结肠，一般0.5-3小时内起作用。
- 刺激性泻药，如蓖麻子油、番瀉苷、芦荟、比沙可啶等。通过肠粘膜和神经从刺激肠蠕动，属于猛药，建议尽量少用。作用于结肠，一般几个小时内生效。

## 含有泻药成份的中药
- 药材：大黄、巴豆、芒硝（十水合硫酸鈉）、芦荟、火麻仁、郁李仁。
- 成药：麻仁丸（大黄、枳实、厚朴、芍药、杏仁、麻仁），大承气汤（大黄、酒洗、厚朴、枳实、芒硝）。